# اس‌اس استتندام (۱۹۵۶)
اس‌اس استتندام (۱۹۵۶) (به انگلیسی: SS Statendam (1956)) یک کشتی بود که طول آن ۶۴۲ فوت (۱۹۵٫۷ متر) بود.